# Ерхов, Алексей Владимирович
Алексе́й Влади́мирович Ерхо́в (род. 28 октября 1960, Москва, СССР) — советский и российский дипломат. Чрезвычайный и полномочный посол Российской Федерации в Турецкой Республике с 19 июня 2017 года. Чрезвычайный и полномочный посол (2018).

## Биография
В 1983 году окончил Московский государственный институт международных отношений и начал работать дипломатом. Работал в посольствах в Марокко (1983—1987), Египте (1990—1994), Израиле (1996—2000).
В 2000—2003 годах — сотрудник Администрации Президента России. Последовательно занимал должности заместителя начальника и начальника отдела подготовки внешнеполитических мероприятий Управления Президента России по внешней политике.
В 2003—2006 годах — советник-посланник Посольства России в Сирии.
В 2006—2009 годах — заместитель директора Департамента секретариата министра иностранных дел России.
В 2009—2015 годах — генеральный консул России в Стамбуле.
В 2015—2017 годах — директор Департамента ситуационно-кризисного центра МИД России.
19 июня 2017 года указом президента России № 272 назначен чрезвычайным и полномочным послом Российской Федерации в Турецкой Республике. В феврале 2020 года посол неоднократно заявлял об угрозах, поступающих в его адрес.
Имеет дипломатический ранг чрезвычайного и полномочного посла (28 декабря 2018).
11 июня 2025 года во время приёма в посольстве по случаю Дня России заявил, что завершает работу в Турции, которая в общей сложности продолжалась 14 лет.

## Семья и личная жизнь
Супруга — Ирина Николаевна Ерхова. Дочери Елизавета (род. 1985), Дарья (род. 1991), Мария (род. 1996).
Владеет арабским, английским и французским языками.

## Награды
- Орден Дружбы (28 декабря 2020) — за большой вклад в реализацию внешнеполитического курса Российской Федерации и многолетнюю добросовестную дипломатическую службу[5].